# Тога
Тога (лат. Toga) је назив за врсту одјеће карактеристичне за древни Рим, гдје је представљала својеврсни облик народне ношње.

## Изглед
Тога је представљала дугу хаљину, обично бијеле боје и направљену од вуне у полукружном облику (5,60 x 2,25 м). Носила се тако да би се руб пребацио преко лијевог рамена, тако да би десна рука била слободна.

## Врсте
У Риму је постојало неколико врста тога:
- (такође позната као toga alba и toga pura), једноставна бијела тога коју су сви римски држављани имали право носити након стицања пунољетности; служила је као формална одјећа;
- („свијетла тога“), настојала се побијелити кредом; носили су је кандидати за јавне функције; од ње и долази ријеч „кандидат“;
- , бијела тога с гримизним рубом коју су носили или дјечаци од 14. до 18. године или јавни функционери;
- („тамна тога“), носила се за вријеме жаловања или из политичког протеста (за што је најпознатији примјер Катон Млађи);
- , посебно украшена тога намијењена за војсковође приликом тријумфа, конзуле и највише функционере у посебним пригодама.

## Ношење
Тоге су од 2. вијека п. н. е. почели носити искључиво мушкарци, док су жене почеле носити столу. Римљани су је с временом престали носити осим у формалним пригодама; тада је постала симбол цивилизације и мира (римска ријеч за „цивил“ је била togatus, односно носилац тоге насупрот војницима који су носили практичнији сагум).
Тоге су у западном свијету поновно постале популарне 1970-их захваљујући холивудском филму Animal House који је промовисао концепт тзв. тога забаве (енгл. Toga party) на којима је требало да тоге симболишу хедонизам и декаденцију карактеристичну за претхришћанско друштво. Тоге које се данас користе, међутим, обично се израђују од импровизованих материјала као што су плахте, а не од вуне као што је био случај код древних Римљана.